# 安归
安归（？—前77年），又作尝归。西汉时西域楼兰国君。
安归作为楼兰国王子在匈奴充当人质。他的父亲楼兰国王去世，匈奴得知消息，便将安归护送回国，安归当上楼兰国王。
汉朝遣使到楼兰国传达汉昭帝的诏令，命安归到长安朝见，安归推辞。楼兰在西域最东，隔着白龙堆沙漠临近汉朝。楼兰缺乏水源牧草，经常负责派向导和背水担粮的人，迎送汉朝派到西域的使者。
匈奴指示楼兰拦杀汉朝使臣。安归的弟弟尉屠耆降汉，告知内情。骏马监傅介子出使大宛，汉昭帝命他责问楼兰、龟兹为何叛汉，两国表示服罪。傅介子从大宛回到龟兹，把出使乌孙路过龟兹的匈奴使臣杀死。汉昭帝封傅介子为中郎，改任平乐监。因楼兰、龟兹两国反复无常，傅介子劝大将军霍光派自己行刺龟兹王。霍光说：“龟兹路远，先到楼兰试试。”于是汉昭帝派傅介子去刺杀楼兰国王安归。
元凤四年（前77年），傅介子率卫士，携金银财物，宣称要赏赐楼兰。安归不愿见傅介子，傅介子离开，到达楼兰西界时，让翻译对安归说：“汉使携黄金绸缎赏赐各国，大王不受，我就离开到西边国家去了。”翻译回去报告安归，安归贪图财物，便面见傅介子。傅介子和安归共坐饮酒，故意陈列黄金绸缎。大家都醉了，傅介子对安归说：“天子让我秘密报告大王。”于是安归起身随傅介子进后帐，屏退侍从密谈。突然，两名壮士从背后刺向安归，安归立即死亡。傅介子宣告安归背叛汉朝之罪，立其弟尉屠耆为王，改其国名为鄯善。傅介子将安归的人头割下，用驿马传首京师，悬于未央宫北门之外。